# Ali Cengiz
Ali Cengiz (ur. 8 kwietnia 1996 roku) – turecki zapaśnik walczący w stylu klasycznym. Olimpijczyk z Paryża 2024, gdzie zajął dziesiąte miejsce w kategorii do 87 kg. Złoty medalista mistrzostw świata w 2023 i brązowy w 2022 roku. 
Wicemistrz Europy w 2023, 2024. a także igrzysk Solidarności Islamskiej w 2017. Trzeci na igrzyskach śródziemnomorskich w 2022, a także wojskowych MŚ w 2024. Triumfator akademickich MŚ w 2018. Czwarty w Pucharze Świata w 2022. 
Trzeci na ME U-23 w 2019. Mistrz świata juniorów w 2016, a drugi w 2015. Drugi na ME juniorów w 2016, a trzeci w 2015 roku.